# Frayssinhes
Frayssinhes är en kommun i departementet Lot i regionen Occitanien i södra Frankrike. Kommunen ligger i kantonen Saint-Céré som tillhör arrondissementet Figeac. År 2022 hade Frayssinhes 165 invånare.

## Befolkningsutveckling
Antalet invånare i kommunen Frayssinhes
| Referens: INSEE |